# Minufiya-Universität
Die Minufiya-Universität (arabisch جامعة المنوفية) ist eine staatliche Universität in  Schibin al-Kaum in Ägypten. 
Der Hauptcampus sowie die Hauptverwaltung befinden sich in der Stadt Schibin al-Kaum, ein zweiter Campus befindet sich in Madinat as-Sadat. Sie ist mit 22 Fakultäten und 80.216 Studenten (2005/06) eine der größten Universitäten des Landes.